# О’Хей, Дженна
Дженна О’Хей (англ. Jenna O'Hea; род. 6 июня 1987 года в Траралгоне, штат Виктория, Австралия) — австралийская профессиональная баскетболистка, выступала в женской национальной баскетбольной ассоциации. Не выставляла свою кандидатуру на драфт ВНБА 2011 года, но ещё до начала очередного сезона ВНБА заключила договор с клубом «Лос-Анджелес Спаркс». Играла на позиции атакующего защитника и лёгкого форварда. Кроме того она выступала в женской национальной баскетбольной лиге.
В составе национальной сборной Австралии завоевала бронзовые медали Олимпийских игр 2012 года в Лондоне, а также стала серебряным призёром чемпионата мира 2018 года в Испании, принимала участие в Олимпийских играх 2020 года в Токио и на чемпионате мира 2010 года в Чехии, помимо этого стала победительницей Игр Содружества 2018 года в Голд-Косте и выиграла бронзовые медали чемпионата Азии 2019 года в Индии.

## Ранние годы
Дженна родилась 6 июня 1987 года в небольшом городке Траралгон (штат Виктория) в семье Джона и Мари О’Хей, у неё есть два брата, Мэттью и Люк. Выросла она в Мельбурне, там же училась в средней школе Колфилд-Граммар, в которой выступала за местную баскетбольную команду.